# Кузио
Ку̀зио (на италиански: Cusio; на ломбардски: Cüs, Кюз) е село и община в Северна Италия, провинция Бергамо, регион Ломбардия. Разположено е на 1040 m надморска височина. Населението на общината е 239 души (към 2017 г.).